# Reprezentacja Irlandii Północnej w piłce nożnej mężczyzn
Reprezentacja Irlandii Północnej w piłce nożnej powstała w 1922 roku w wyniku uzyskania niepodległości przez Republikę Irlandii. Wcześniej oba kraje były częścią Zjednoczonego Królestwa Wielkiej Brytanii i Irlandii. Zespół Irlandii Północnej jest spadkobiercą dziedzictwa piłkarskiego sprzed rozpadu państwa irlandzkiego.

## Eliminacje doMistrzostw Świata w Piłce Nożnej 2010

### Grupa C
| Miejsce | Drużyna           | Mecze | Punkty | Zwyc. | Rem. | Por. | Bramki |
| ------- | ----------------- | ----- | ------ | ----- | ---- | ---- | ------ |
| 1       | Słowacja          | 10    | 22     | 7     | 1    | 2    | 22-10  |
| 2       | Słowenia          | 10    | 20     | 6     | 2    | 2    | 18-4   |
| 3       | Czechy            | 10    | 16     | 4     | 4    | 2    | 17-6   |
| 4       | Irlandia Północna | 10    | 15     | 4     | 3    | 3    | 13-9   |
| 5       | Polska            | 10    | 11     | 3     | 2    | 5    | 19-14  |
| 6       | San Marino        | 10    | 0      | 0     | 0    | 10   | 1-47   |

|                   | Czechy | Irlandia Północna | Polska | San Marino | Słowacja | Słowenia |
| ----------------- | ------ | ----------------- | ------ | ---------- | -------- | -------- |
| Czechy            | X      | 0:0               | 2:0    | 7:0        | 1:2      | 1:0      |
| Irlandia Północna | 0:0    | X                 | 3:2    | 4:0        | 0:2      | 1:0      |
| Polska            | 2:1    | 1:1               | X      | 10:0       | 0:1      | 1:1      |
| San Marino        | 0:3    | 0:3               | 0:2    | X          | 1:3      | 0:3      |
| Słowacja          | 2:2    | 2:1               | 2:1    | 7:0        | X        | 0:2      |
| Słowenia          | 0:0    | 2:0               | 3:0    | 5:0        | 2:1      | X        |

## Eliminacje doMistrzostw Europy w Piłce Nożnej 2012

### Grupa C
| Zespół            | Pkt | M  | W | R | P | Br+ | Br− | +/− |
| ----------------- | --- | -- | - | - | - | --- | --- | --- |
| Włochy *          | 26  | 10 | 8 | 2 | 0 | 20  | 2   | +18 |
| Estonia           | 16  | 10 | 5 | 1 | 4 | 15  | 14  | +1  |
| Serbia *          | 15  | 10 | 4 | 3 | 4 | 13  | 12  | +1  |
| Słowenia          | 14  | 10 | 4 | 2 | 4 | 11  | 7   | +4  |
| Irlandia Północna | 9   | 10 | 2 | 3 | 5 | 9   | 13  | −4  |
| Wyspy Owcze       | 4   | 10 | 1 | 1 | 8 | 6   | 26  | −20 |

|                   | Włochy | Serbia | Irlandia Północna | Słowenia | Estonia | Wyspy Owcze |
| ----------------- | ------ | ------ | ----------------- | -------- | ------- | ----------- |
| Włochy            | X      | 3:0*   | 3:0               | 1:0      | 3:0     | 5:0         |
| Serbia            | 1:1    | X      | 2:1               | 1:1      | 1:3     | 3:1         |
| Irlandia Północna | 0:0    | 0:1    | X                 | 0:0      | 1:2     | 4:0         |
| Słowenia          | 0:1    | 1:0    | 0:1               | X        | 1:2     | 5:1         |
| Estonia           | 1:2    | 1:1    | 4:1               | 0:1      | X       | 2:1         |
| Wyspy Owcze       | 0:1    | 0:3    | 1:1               | 0:2      | 2:0     | X           |

* Zwycięstwo Włoch przyznane walkowerem

## Eliminacje doMistrzostw Świata w Piłce Nożnej 2014

### Grupa F
| Lp. | Drużyna           | M  | Mecze | Mecze | Mecze | Bramki | Bramki | Bramki | Pkt |
| Lp. | Drużyna           | M  | W     | R     | P     | +      | −      | +/−    | Pkt |
| --- | ----------------- | -- | ----- | ----- | ----- | ------ | ------ | ------ | --- |
| 1.  | Rosja             | 10 | 7     | 1     | 2     | 20     | 5      | +15    | 22  |
| 2.  | Portugalia        | 10 | 6     | 3     | 1     | 20     | 9      | +11    | 21  |
| 3.  | Izrael            | 10 | 3     | 5     | 2     | 19     | 14     | +5     | 14  |
| 4.  | Azerbejdżan       | 10 | 1     | 6     | 3     | 7      | 11     | −4     | 9   |
| 5.  | Irlandia Północna | 10 | 1     | 4     | 5     | 9      | 17     | −8     | 7   |
| 6.  | Luksemburg        | 10 | 1     | 3     | 6     | 7      | 26     | −19    | 6   |

|                   | Portugalia | Rosja | Izrael | Irlandia Północna | Azerbejdżan | Luksemburg |
| ----------------- | ---------- | ----- | ------ | ----------------- | ----------- | ---------- |
| Portugalia        | X          | 1:0   | 1:1    | 1:1               | 3:0         | 3:0        |
| Rosja             | 1:0        | X     | 3:1    | 2:0               | 1:0         | 4:1        |
| Izrael            | 3:3        | 0:4   | X      | 1:1               | 1:1         | 3:0        |
| Irlandia Północna | 2:4        | 1:0   | 0:2    | X                 | 1:1         | 1:1        |
| Azerbejdżan       | 0:2        | 1:1   | 1:1    | 2:0               | X           | 1:1        |
| Luksemburg        | 1:2        | 0:4   | 0:6    | 3:2               | 0:0         | X          |

## Eliminacje doMistrzostw Europy w Piłce Nożnej 2016

### Grupa F
| Zespół            | Pkt | M  | W | R | P | Br+ | Br− | +/− |
| ----------------- | --- | -- | - | - | - | --- | --- | --- |
| Irlandia Północna | 21  | 10 | 6 | 3 | 1 | 16  | 8   | +8  |
| Rumunia           | 20  | 10 | 5 | 5 | 0 | 11  | 2   | +9  |
| Węgry             | 16  | 10 | 4 | 4 | 2 | 11  | 9   | +2  |
| Finlandia         | 12  | 10 | 3 | 3 | 4 | 9   | 10  | −1  |
| Wyspy Owcze       | 6   | 10 | 2 | 0 | 8 | 6   | 17  | −11 |
| Grecja            | 6   | 10 | 1 | 3 | 6 | 7   | 14  | −7  |

|                   | Irlandia Północna | Rumunia | Węgry | Wyspy Owcze | Finlandia | Grecja |
| ----------------- | ----------------- | ------- | ----- | ----------- | --------- | ------ |
| Irlandia Północna | X                 | 0:0     | 1:1   | 2:1         | 2:0       | 3:1    |
| Rumunia           | 2:0               | X       | 1:1   | 1:0         | 1:1       | 0:0    |
| Węgry             | 1:2               | 0:0     | X     | 2:1         | 1:0       | 0:0    |
| Wyspy Owcze       | 1:3               | 0:3     | 0:1   | X           | 1:3       | 2:1    |
| Finlandia         | 1:1               | 0:2     | 0:1   | 1:0         | X         | 1:1    |
| Grecja            | 0:2               | 0:1     | 4:3   | 0:1         | 0:1       | X      |

## Mistrzostwa Europy w Piłce Nożnej 2016

### Grupa C
Legenda:
     awans do 1/8 finału
     odpadnięcie z turnieju
| Zespół            | Pkt | M | W | R | P | Br+ | Br− | +/− |
| ----------------- | --- | - | - | - | - | --- | --- | --- |
| Niemcy            | 7   | 3 | 2 | 1 | 0 | 3   | 0   | +3  |
| Polska            | 7   | 3 | 2 | 1 | 0 | 2   | 0   | +2  |
| Irlandia Północna | 3   | 3 | 1 | 0 | 2 | 2   | 2   | 0   |
| Ukraina           | 0   | 3 | 0 | 0 | 3 | 0   | 5   | −5  |

### Mecze Irlandii Północnej w ramach Euro 2016
| 6 12 czerwca 2016 18:00 CEST | Polska · Arkadiusz Milik 51' | 1:0(0:0)Raport | Irlandia Północna | Allianz Riviera, Nicea Widzów: 33 742 Sędzia: Ovidiu Hațegan |
|                              |                              |                |                   |                                                              |

| 17 16 czerwca 2016 18:00 CEST | Ukraina | 0:2(0:0)Raport | Irlandia Północna · 49' Gareth McAuley · 90+6' Niall McGinn | Parc OL, Lyon Widzów: 51 043 Sędzia: Pavel Královec |
|                               |         |                |                                                             |                                                     |

| 30 21 czerwca 2016 18:00 CEST | Irlandia Północna | 0:1(0:1)Raport | Niemcy · 29' Mario Gómez | Parc des Princes, Paryż Widzów: 44 125 Sędzia: Clément Turpin |
|                               |                   |                |                          |                                                               |

### 1/8 finału
| 38 25 czerwca 2016 18:00 CEST | Walia · Gareth McAuley 75' (sam.) | 1:0(0:0)Raport | Irlandia Północna | Parc des Princes, Paryż Widzów: 44 342 Sędzia: Martin Atkinson |
|                               |                                   |                |                   |                                                                |

## Eliminacje doMistrzostw Świata w Piłce Nożnej 2018

### Grupa C
| Lp. | Drużyna           | M  | Mecze | Mecze | Mecze | Bramki | Bramki | Bramki | Pkt |
| Lp. | Drużyna           | M  | W     | R     | P     | +      | −      | +/−    | Pkt |
| --- | ----------------- | -- | ----- | ----- | ----- | ------ | ------ | ------ | --- |
| 1.  | Niemcy            | 10 | 10    | 0     | 0     | 43     | 4      | +39    | 30  |
| 2.  | Irlandia Północna | 10 | 6     | 1     | 3     | 17     | 6      | +11    | 19  |
| 3.  | Czechy            | 10 | 4     | 3     | 3     | 17     | 10     | +7     | 15  |
| 4.  | Norwegia          | 10 | 4     | 1     | 5     | 17     | 16     | +1     | 13  |
| 5.  | Azerbejdżan       | 10 | 3     | 1     | 6     | 10     | 19     | −9     | 10  |
| 6.  | San Marino        | 10 | 0     | 0     | 10    | 2      | 51     | −49    | 0   |

### Baraże
| 9 listopada 2017 20:45 CET | Irlandia Północna | 0:1(0:0)Raport | Szwajcaria · 58' (k) Rodríguez | Windsor Park, Belfast Widzów: 18 269 Sędzia: Ovidiu Hațegan |
|                            |                   |                |                                |                                                             |

| 12 listopada 2017 18:00 CET | Szwajcaria | 0:0(0:0)Raport | Irlandia Północna | St. Jakob-Park, Bazylea Widzów: 36 000 Sędzia: Felix Brych |
|                             |            |                |                   |                                                            |

## Eliminacje doMistrzostw Europy w Piłce Nożnej 2020

### Grupa C
| Zespół            | Pkt | M | W | R | P | Br+ | Br− | +/− |
| ----------------- | --- | - | - | - | - | --- | --- | --- |
| Niemcy            | 21  | 8 | 7 | 0 | 1 | 30  | 7   | +23 |
| Holandia          | 19  | 8 | 6 | 1 | 1 | 24  | 7   | +17 |
| Irlandia Północna | 13  | 8 | 4 | 1 | 3 | 9   | 13  | −4  |
| Białoruś          | 4   | 8 | 1 | 1 | 6 | 4   | 16  | −12 |
| Estonia           | 1   | 8 | 0 | 1 | 7 | 2   | 26  | −24 |

|                   | Holandia | Niemcy | Irlandia Północna | Estonia | Białoruś |
| ----------------- | -------- | ------ | ----------------- | ------- | -------- |
| Holandia          | X        | 2:3    | 3:1               | 5:0     | 4:0      |
| Niemcy            | 2:4      | X      | 6:1               | 8:0     | 4:0      |
| Irlandia Północna | 0:0      | 0:2    | X                 | 2:0     | 2:1      |
| Estonia           | 0:4      | 0:3    | 1:2               | X       | 1:2      |
| Białoruś          | 1:2      | 0:2    | 0:1               | 0:0     | X        |

#### Baraże o udział w Euro 2020

##### Półfinały
| 8 października 2020 20:45 CET                                              | Bośnia i Hercegowina · Krunić 14' | 1:1 (dogr.) k. 3:4(1:0, 1:1, 1:1)Raport                                        | Irlandia Północna · 53' McGinn | Stadion Grbavica, Sarajewo Widzów: 1 800 Sędzia: Antonio Mateu Lahoz |
|                                                                            |                                   |                                                                                |                                |                                                                      |
|                                                                            |                                   | Rzuty karne                                                                    |                                |                                                                      |
| Miralem Pjanić · Haris Hajradinović · Edin Višća · Dino Hotić · Edin Džeko |                                   | Stuart Dallas · Kyle Lafferty · George Saville · Conor Washington · Liam Boyce |                                |                                                                      |

##### Finał
| 12 listopada 2020 20:45 CET | Irlandia Północna · Škriniar 88' (sam.) | 1:2 (dogr.)(0:1, 1:1, 1:1)Raport | Słowacja · 17' Kucka · 110' Ďuriš | Windsor Park, Belfast Widzów: 1060 Sędzia: Felix Brych |
|                             |                                         |                                  |                                   |                                                        |

## Aktualny skład
Lista 23 piłkarzy powołanych przez selekcjonera Michaela O’Neilla na Euro 2016:
Bramkarze:
- Michael McGovern
- Roy Carroll
- Alan Mannus

Obrońcy:
- Conor McLaughlin
- Gareth McAuley
- Jonny Evans
- Chris Baird
- Luke McCullough
- Paddy McNair
- Aaron Hughes
- Craig Cathcart
- Lee Hodson

Pomocnicy:
- Shane Ferguson
- Niall McGinn
- Steven Davis
- Corry Evans
- Stuart Dallas
- Oliver Norwood
- Jamie Ward

Napastnicy:
- Will Grigg
- Kyle Lafferty
- Conor Washington
- Josh Magennis

Źródło: https://web.archive.org/web/20160624003959/http://euro2016.pl/reprezentacja-irlandii-pol/

## Historia
Do finałów mistrzostw świata po raz pierwszy reprezentanci Irlandii Północnej awansowali w 1958 roku. Drużyna prowadzona przez Petera Doherty’ego w rozgrywkach grupowych pokonała Czechosłowację, zremisowała z RFN i uległa Argentynie, ale dzięki zwycięstwu w drugim spotkaniu z Czechosłowacją, mogła grać dalej. W ćwierćfinale Irlandczycy, wśród których prym wiedli Billy Bingham, Bertie Peacock, Danny Blanchflower, Jimmy McIlroy i Peter McParland, nie dali rady Francuzom.
Najlepsze wyniki reprezentacja osiągała w latach 80. za trenerskiej kadencji Billy’ego Binghama, który dwukrotnie wprowadził zespół do Mundialu. Najpierw – w 1982 roku – jego podopieczni powtórzyli wynik sprzed dwudziestu pięciu laty i również awansowali do drugiej rundy, gdzie ponownie ulegli Francji. A cztery lata później po remisie z Algierią i porażkach z Hiszpanią oraz Brazylią odpadli już po fazie grupowej. Wielu piłkarzy, którzy tworzyli tzw. „bandę Binghama”, należało wówczas do europejskiej czołówki. Bramkarz Pat Jennings, rekordzista występów w kadrze, odnosił duże sukcesy (m.in. zdobył Puchar UEFA) z Tottenhamem Hotspur. Pomocnik Martin O’Neill dwukrotnie zdobył Puchar Mistrzów z Nottingham Forest F.C., a napastnik Norman Whiteside był jednym z najskuteczniejszych strzelców Manchesteru United, do czasu, kiedy przedwcześnie w wieku 26 lat musiał zakończyć piłkarską karierę. Do dziś jest najmłodszym piłkarzem grającym na mistrzostwach (miał 17 lat). W Manchesterze zajął miejsce innej wielkiej gwiazdy futbolu irlandzkiego, która jednak nigdy nie wystąpiła na żadnym Mundialu – niepokornego Georgie Besta.
Bingham był selekcjonerem aż do 1994 roku. Już z początkiem lat 90. rozpoczął się kryzys reprezentacji. Irlandczycy z Ulsteru spadli do piłkarskiej drugiej ligi i w kolejnych eliminacjach zajmowali jedne z ostatnich miejsc w grupie.
Wydaje się, że zespół odzyskał wiarę w siebie dopiero ostatnio, w kwalifikacjach do Euro 2008. W pięciu meczach drużyna prowadzona przez Lawrie Sancheza odniosła trzy zwycięstwa (m.in. sensacyjne 3:2 z Hiszpanią) i zanotowała remis z Danią. O sile obecnej kadry stanowią napastnik David Healy (strzelec wszystkich trzech goli z meczu z Hiszpanią), pomocnik Neil Lennon, na co dzień kapitan Celticu Glasgow, doświadczony obrońca Aaron Hughes oraz grający na zmianę bramkarze: 35-letni Maik Taylor i młodszy o sześć lat Roy Carroll. 11 maja 2007 roku niespodziewanie do dymisji podał się trener Sanchez, który przyjął ofertę Fulham Londyn. Jego następcą został Nigel Worthington. Jego z kolei zastąpił Michael O’Neil, z którym Irlandczycy z Północy awansowali do Mistrzostw Europy 2016 zajmując w swojej grupie eliminacyjnej (Rumunia, Węgry, Finlandia, Wyspy Owcze, Grecja) pierwsze miejsce z 21 punktami po dziesięciu meczach.
Na turnieju we Francji Irlandia Północna trafiła do grupy C razem z Polską, Niemcami i Ukrainą. Po jednym zwycięstwie (z Ukrainą 2:0) i dwóch porażkach (z Niemcami i Polską po 0:1) z trzema punktami na koncie, awansowali ostatecznie z trzeciego miejsca do dalszej fazy turnieju. W 1/8 finału spotkali się z reprezentacją Walii, z którą przegrali 0:1 po samobójczym trafieniu Garetha McAuleya. Pożegnali się tym samym z turniejem.
W eliminacjach do kolejnego turnieju (mundial 2018 w Rosji) Irlandczycy z Północy zagrali w grupie C razem z Niemcami, Czechami, Norwegią, Azerbejdżanem i San Marino. Zajmując w nich drugie miejsce z dziewiętnastoma punktami na koncie (sześć zwycięstw, remis i trzy porażki) awansowali do baraży w których spotkali się z reprezentacją Szwajcarii. Przegrywając w pierwszym meczu 0:1, a w drugim notując bezbramkowy remis nie awansowali do turnieju głównego.

## Udział wMistrzostwach Świata
- 1930–1938 – Nie brała udziału
- 1950–1954 – Nie zakwalifikowała się
- 1958 – Ćwierćfinał
- 1962–1978 – Nie zakwalifikowała się
- 1982 – Druga faza grupowa
- 1986 – Faza grupowa
- 1990–2022 – Nie zakwalifikowała się

## Udział wMistrzostwach Europy
- 1960 – Nie brała udziału
- 1964–2012 – Nie zakwalifikowała się
- 2016 – 1/8 finału
- 2020–2024 – Nie zakwalifikowała się

## Rekordziści
Kolorem niebieskim zaznaczono wciąż aktywnych piłkarzy
| #  | Nazwisko        | Lata gry w kadrze | Mecze | Bramki |
| -- | --------------- | ----------------- | ----- | ------ |
| 1  | Pat Jennings    | 1964–1986         | 119   | 0      |
| 2  | Aaron Hughes    | 1998–             | 100   | 1      |
| 3  | David Healy     | 2000–2013         | 95    | 36     |
| 4  | Mal Donaghy     | 1980–1994         | 91    | 0      |
| 5  | Sammy McIlroy   | 1972–1987         | 88    | 5      |
| 5  | Maik Taylor     | 1999–2011         | 88    | 0      |
| 7  | Keith Gillespie | 1994–2008         | 86    | 2      |
| 8  | Steven Davis    | 2005–             | 83    | 8      |
| 9  | Chris Baird     | 2003              | 78    | 9      |
| 10 | Jimmy Nicholl   | 1976–1986         | 73    | 1      |

| #  | Nazwisko         | Lata gry w kadrze | Bramki | Mecze |
| -- | ---------------- | ----------------- | ------ | ----- |
| 1  | David Healy      | 2000–2013         | 36     | 95    |
| 2  | Kyle Lafferty    | 2006–             | 20     | 75    |
| 3  | Billy Gillespie  | 1913–1932         | 13     | 25    |
| 3  | Colin Clarke     | 1986–1993         | 13     | 38    |
| 5  | Joe Bambrick     | 1928–1940         | 12     | 11    |
| 5  | Gerry Armstrong  | 1977–1986         | 12     | 63    |
| 5  | Jimmy Quinn      | 1985–1996         | 12     | 46    |
| 5  | Iain Dowie       | 1990–2000         | 12     | 59    |
| 5  | Steven Davis     | 2005–             | 12     | 117   |
| 10 | Olphie Stanfield | 1887–1897         | 11     | 30    |

## Trenerzy reprezentacji Irlandii Północnej
- 1951–62 –  Peter Doherty
- 1962–67 –  Bertie Peacock
- 1967–71 –  Billy Bingham
- 1971–75 –  Terry Neill
- 1975–76 –  Dave Clements
- 1976–79 –  Danny Blanchflower
- 1980–94 –  Billy Bingham
- 1994–98 –  Bryan Hamilton
- 1998–99 –  Lawrie McMenemy
- 2000–03 –  Sammy McIlroy
- 2004–07 –  Lawrie Sanchez
- 2007–11 –  Nigel Worthington
- 2011–20 –  Michael O’Neill